# Max Karstedt
Max Karstedt (* 15. Januar 1868 in Stralsund; † 22. März 1945 in Cottbus), gemäß dem Eintrag in Wer ist’s? 1935 Max Arn. K. S. Karstedt, war ein deutscher Schachspieler, Komponist von zahlreichen Schachproblemen sowie über 120 Endspielstudien und ein Kenner von Schachendspielen. Insbesondere Turmendspiele hat er untersucht. Nach ihm benannt ist das Karstedt-Manöver, ein Remisverfahren im Turmendspiel.

## Biografie
Karstedts Vater war der Vollziehungsbeamte a. D. Karl Karstedt, seine Mutter hieß Bernhardine Krüger. In Greifswald, wohin seine Eltern verzogen, besuchte er die Mittelschule und danach die Präparandenanstalt. 1885 ging er auf das Lehrerseminar Franzburg, das er 1888 "nach glänzender Abschlussprüfung" verließ. 1888 bis 1891 war er zweiter Lehrer in Kasnevitz auf Rügen, von 1891 bis 1924 Lehrer an der höheren Bürgerschule in Cottbus, die später in eine Oberrealschule umgewandelt wurde. Er bekleidete eine Reihe schulpolitischer Ämter, auch über sein Ausscheiden aus dem Schuldienst hinaus. So war er seit 1898 Vorstandsmitglied des Deutschen Lehrervereins, seit 1913 Redakteur der Brandenburgischen Schulzeitung und seit 1924 Vorsitzender der Rechts- und Haftpflichtschutzabteilung des Lehrerverbands der Provinz Brandenburg. All diese Ämter musste Karstedt, der als Liberaler galt, schließlich unter dem Druck nationalsozialistischer Lehrerorganisationen aufgeben. Karstedt hatte in der Brandenburgischen Schulzeitung unter anderem kritische Berichte über Schulen im faschistischen Italien, über die Politik von NSDAP-Kultusministern in Braunschweig, Oldenburg und Thüringen sowie über Übergriffe nationalsozialistischer Studenten in Leipzig veröffentlicht. Daher waren nationalsozialistische Lehrer in Brandenburg bereits seit 1932 bestrebt, ihn aus der Redaktion der Zeitschrift zu vertreiben, zunächst erfolglos. Während des Wahlkampfs für die Reichstagswahl März 1933 stellte Karstedt in einem Artikel der Brandenburgischen Schulzeitung die Versprechungen der NSDAP in Frage und warnte anhand von Zitaten aus Hitlers Mein Kampf vor einer Machtübernahme der Nationalsozialisten, die in politischem Terror gegen die Opposition enden werde. Auch nach der Wahl stießen die NS-Lehrer noch auf hinhaltenden Widerstand des Lehrerverbands, doch nach dem Ermächtigungsgesetz war Karstedt gezwungen, den Redakteursposten zu räumen.

## Schach

### Schachkomposition und Endspieltheorie
Karstedt sandte bereits aus Kasnevitz Schachprobleme, Lösungen und Untersuchungen von Endspielen an Schachzeitschriften. So erschien im Deutschen Wochenschach schon seit 1889 eine Reihe von Aufgaben Karstedts, und er tauchte dort ab 1890 regelmäßig in der Löserliste auf. Eine „größere Beiträgesendung“, offenbar von Endspielstudien, erhielt im Mai 1890 auch Hermann Lehner, der Redakteur der Österreichischen Lesehalle.
Beim Problemturnier anlässlich des siebten Schachkongresses des Deutschen Schachbunds in Dresden 1892 errang Karstedt den fünften Preis in der Dreizügerabteilung. Den ersten Preis in der Vierzügerabteilung gewann er 1894 im sehr gut bestückten zweiten internationalen Problemturnier der Münchner Neuesten Nachrichten (Preisrichter waren Johannes Kohtz und Carl Kockelkorn). Es folgten noch zahlreiche weitere Auszeichnungen.
Karstedt leistete auch bis heute mit seinem Namen verbundene Beiträge zur Endspieltheorie. 1897 veröffentlichte er einen Beitrag zu Turmendspielen im Deutschen Wochenschach, der einen bisher unbekannten Remisweg aufzeigte. Das Verfahren hat bis heute praktische Bedeutung für Partiespieler und ist unter dem Namen „Karstedt-Manöver“ bekannt. Ein großer Teil seiner Endspielstudien wird heute der geläufigen Endspieltheorie zugerechnet. Unter anderem gelang es Karstedt 1903, die bisher einzige bekannte Remisfestung in dem seltenen bauernlosen Endspiel Dame gegen Springer und Läufer zu finden. Bei Siegbert Tarrasch erscheint Karstedt als „der wohlbekannte Problemkomponist und ausgezeichnete Endspielforscher“.

#### Karstedt-Manöver
|   | a | b | c | d | e | f | g | h |   |
| 8 |   |   |   |   |   |   |   |   | 8 |
| 7 |   |   |   |   |   |   |   |   | 7 |
| 6 |   |   |   |   |   |   |   |   | 6 |
| 5 |   |   |   |   |   |   |   |   | 5 |
| 4 |   |   |   |   |   |   |   |   | 4 |
| 3 |   |   |   |   |   |   |   |   | 3 |
| 2 |   |   |   |   |   |   |   |   | 2 |
| 1 |   |   |   |   |   |   |   |   | 1 |
|   | a | b | c | d | e | f | g | h |   |

Schon seit Philidor ist bekannt, dass das Endspiel Turm und Bauer gegen Turm bei korrektem Spiel nicht zu gewinnen ist, wenn der König der verteidigenden Partei das Umwandlungsfeld des Bauern beherrscht und der Turm auf der drittletzten Reihe steht (Philidor-Stellung). In diesem Fall kann der angreifende König diese Reihe nicht betreten, bis der Bauer auf die drittletzte Reihe zieht. Sobald das geschehen ist, schwenkt der Turm auf die Grundreihe des Gegners und gibt von hinten Schachs, denen der König nicht entkommen kann, weil er sich nicht mehr vor seinem Bauern verstecken kann.
Noch in Johann Bergers Theorie und Praxis der Endspiele von 1890 hieß es, dass der Verteidiger verloren sei, wenn sein Turm in einer solchen Stellung zu früh die drittletzte Reihe räume. In diesem Fall kann der gegnerische König vom Umwandlungsfeld abgedrängt werden. Karstedt zeigte jedoch, dass die Stellung unter bestimmten Bedingungen dennoch remis gehalten werden kann: Der verteidigende König muss auf die kürzere Seite des Bretts ausweichen. Dann wartet der Verteidiger ab, bis der angreifende Turm den Bauern von vorn deckt, um seinen König beweglich zu machen. In diesem Moment gibt er mit seinem Turm aus weitestmöglicher Entfernung Flankenschachs. Das funktioniert nur, wenn mindestens drei Linien zwischen dem angreifenden König und dem verteidigenden Turm liegen.
In der nebenstehenden Philidor-Stellung pendelt der schwarze Turm am besten nach 1. e5 Ta6 auf der 6. Reihe, sodass der König nicht weiterkommt. Auf 2. e6 folgt 2. … Ta1! 3. Kf6 Tf1+. Der weiße König kann den Schachs nicht entkommen. Entfernt er sich zu weit von seinem Bauern, geht dieser verloren.
Berger ging davon aus, dass Schwarz verloren ist, wenn Schwarz auf 1. e5 gleich mit 1. … Tb1 antwortet. Dann folgt nämlich 2. Kf6 Tf1+ 3. Ke6, und der schwarze König muss weichen, weil ein Grundreihenschach droht (3. … Tf2? 4. Th8+ Tf8 5. Txf8+ Kxf8 6. Kd7 mit Gewinn). Dies ist die Ausgangssituation des Karstedt-Manövers.
|   | a | b | c | d | e | f | g | h |   |
| 8 |   |   |   |   |   |   |   |   | 8 |
| 7 |   |   |   |   |   |   |   |   | 7 |
| 6 |   |   |   |   |   |   |   |   | 6 |
| 5 |   |   |   |   |   |   |   |   | 5 |
| 4 |   |   |   |   |   |   |   |   | 4 |
| 3 |   |   |   |   |   |   |   |   | 3 |
| 2 |   |   |   |   |   |   |   |   | 2 |
| 1 |   |   |   |   |   |   |   |   | 1 |
|   | a | b | c | d | e | f | g | h |   |

Wie schon Jean Dufresne in seinem Theoretisch-praktischen Handbuch des Schachspiels von 1863 setzte Berger nun fort: 3. … Kf8 (!) 4. Th8+ Kg7 5. Te8 (Deckung von vorn, um den König beweglich zu machen) Te1 6. Kd7 Kf7? (der entscheidende Fehler) 7. e6+ Kg7 8. Ke7 Te2 9. Td8 Te1 10. Td2 Te3 11. Tg2+. Der schwarze König wird noch weiter abgedrängt und Weiß erreicht die Lucena-Stellung, die als Gewinnstellung bekannt ist.
Karstedt zeigte aber, dass der schwarze Turm im 5. Zug, statt den Bauern anzugreifen (5. … Te1), auf die entfernte Flanke gehen kann: 5. … Ta1! Nun droht eine Serie von Flankenschachs auf der a-Linie, und weil der Turm weit genug entfernt ist (mindestens drei Linien), kann Weiß ihn nicht mit dem König angreifen, ohne den Bauern zu verlieren. Versucht Weiß, den König mit dem Turm abzuschirmen, geht Schwarz auf die e-Linie zurück und greift erneut den Bauern an: 6. Td8 Te1 7. Td5 Kf8 8. Kd7 Kf7. Weiß kann keine Fortschritte erzielen.
Die Endspieldatenbanken zeigen, dass der Turmzug auf die Flanke auch noch später möglich ist, jedoch spätestens auf den Bauernzug nach e6 erfolgen muss. So remisiert in Bergers und Dufresnes Variante auch 5. … Te1 6. Kd7 Ta1 oder 6. … Td1+ 7. Ke7 Te1 8. e6 Ta1!
Wesentlich für den Erfolg des Karstedt-Manövers ist es, dass der König im 3. Zug auf die richtige, nämlich die kurze Seite des Schachbretts ausweicht, um dem Turm die lange Seite zu lassen: 3. … Kd8? würde verlieren.
Tarrasch ging in seinem Aufsatz über das Endspiel T+B gegen T davon aus, dass es sich hier um „die wichtigste Entdeckung“ handele, „die in unserer Zeit auf dem Gebiete der Endspiele gemacht worden ist“.

#### Eine Endspielstudie
|   | a | b | c | d | e | f | g | h |   |
| 8 |   |   |   |   |   |   |   |   | 8 |
| 7 |   |   |   |   |   |   |   |   | 7 |
| 6 |   |   |   |   |   |   |   |   | 6 |
| 5 |   |   |   |   |   |   |   |   | 5 |
| 4 |   |   |   |   |   |   |   |   | 4 |
| 3 |   |   |   |   |   |   |   |   | 3 |
| 2 |   |   |   |   |   |   |   |   | 2 |
| 1 |   |   |   |   |   |   |   |   | 1 |
|   | a | b | c | d | e | f | g | h |   |

Diese Miniatur wurde mehrfach nachgedruckt, unter anderem im Lehrbuch des Schachspiels von Jean Dufresne und Jacques Mieses und in Viktor Kortschnois Praxis des Turmendspiels.
Der weiße König hat das Umwandlungsfeld zu räumen, aber der schwarze Turm auf der b-Linie schneidet ihm den Weg ab.
Weil der schwarze König die d-Linie noch nicht erreicht hat, funktioniert die Überführung des weißen Turmes nach b8.
Lösung: 1. Tc8 Kd6 2. Tb8 Th1 3. Kb7 Tb1+ 4. Kc8 Tc1+ 5. Kd8 Th1. Die Schachs sind zu Ende, aber Schwarz droht stattdessen Matt. 6. Tb6+ Kc5 7. Tc6+! Kb5 (7. … Kxc6 8. a8D+) 8. Tc8 Th8+ 9. Kc7 Th7+ 9. Kb8 +- auf 6. … Ke5 folgt 7. Ta6 Th8+ 8. Kc7 Th7+ 9. Kb6 Th6+ 10. Ka5 +-
Kortschnois Analyse zeigt, dass 7. Ta6 nicht genügt: 7. … Th8+ 8. Ke7 Th7+ 9. Ke8 Th8+ 10. Kf7 Ta8. Er ging davon aus, dass 7. Tc6+ der einzige Gewinnzug ist. Es gibt jedoch einen überraschenden Dual, das heißt einen zweiten Weg für Weiß in diesem Zug: Auch 7. Tb1! gewinnt. Natürlich ist der Turm unverletzlich (7. … Txb1 8. a8D). Also 7. … Th8+ 8. Kc7 Th7+ 9. Kb8 Th8+ 10. Kb7 Th7+ 11. Ka6 mit Gewinn.

#### Ein preisgekröntes Problem, korrigiert
Der erste größere Erfolg Karstedts bei einem Problemturnier war ein fünfter Preis in der Dreizügerabteilung beim siebten Kongress des Deutschen Schachbunds in Dresden 1892. Preisrichter waren Jacques Mieses und Hermann von Gottschall. Die Aufgaben wurden, wie bei solchen Turnieren damals üblich, nicht unter dem Verfassernamen, sondern unter einem Motto eingereicht, um Beeinflussungen der Preisrichter zu vermeiden. Für die nachstehende Aufgabe wählte Karstedt das Motto „Nec soli cedis“ (deutsch etwa: „Du weichst nicht einmal der Sonne“), in Anlehnung an den Wahlspruch des Soldatenkönigs Friedrich Wilhelm I., „Non soli cedit“. Erst nach der Preisverleihung stellte sich heraus, dass die Aufgabe inkorrekt war. Im Folgenden wird eine korrigierte Version Karstedts gezeigt.
|   | a | b | c | d | e | f | g | h |   |
| 8 |   |   |   |   |   |   |   |   | 8 |
| 7 |   |   |   |   |   |   |   |   | 7 |
| 6 |   |   |   |   |   |   |   |   | 6 |
| 5 |   |   |   |   |   |   |   |   | 5 |
| 4 |   |   |   |   |   |   |   |   | 4 |
| 3 |   |   |   |   |   |   |   |   | 3 |
| 2 |   |   |   |   |   |   |   |   | 2 |
| 1 |   |   |   |   |   |   |   |   | 1 |
|   | a | b | c | d | e | f | g | h |   |

Lösung: 1. Sb6! Zugzwang.
1. … g2 2. Df6+! Kxf6 3. Sd7 matt, 2. … Kxe4 3. Sf2 matt,
1. … Tg4 2. Lg6! droht 3. Dg7 matt, 2. … Kd4 3. De3 matt, 2. … Txg6 3. Df4 matt,
1. … Txh3 2. De3! bel. 3. Sd7 matt,
1. … Kxe4 2. De3+ Kf5 3. De6 matt,
1. … Txe4 2. Dg7+ Kf5 3. Dg5 matt.
Mieses schrieb in seiner Preisbegründung: „Die Vertheidigungskraft des schwarzen Materials wird in ausgezeichneter Weise zur Geltung gebracht.“ Gottschall lobte die „sehr sauber und geschickt ausgearbeitete Zugzwangsaufgabe mit feinen Pointen“.
Die Urteile bezogen sich auf eine Fassung der Aufgabe, die, wie sich nachträglich herausstellte, eine Nebenlösung aufwies. Karstedt lieferte im Deutschen Wochenschach 1893 die hier gezeigte Korrekturversion, die die Nebenlösung ausschaltete. Sie entstand aus der Ursprungsfassung durch Verschieben aller Steine eine Linie nach rechts und Versetzen des Springers, der den Schlüsselzug ausführt.

### Partieschach und Schachleben
1891 wurde Karstedt Vorsitzender des eben gegründeten Cottbuser Schachklubs. Er galt als einer der stärksten Cottbuser Partiespieler. Das erste Winterturnier des Klubs 1892/1893 gewann er ohne Partieverlust. Anschließend gab er eine Simultanvorstellung gegen acht Spieler, denen er einen Springer vorgab, und erzielte dabei sieben Gewinnpartien. Als 1921 die Lausitzer Schachvereine einen „Lausitzer Schachbund“ gründeten, übernahm Karstedt den Vorsitz dieses Bundes, gab ihn aber im nächsten Jahr wieder ab. Beim ersten Lausitzer „Bundesturnier“ 1921 in Cottbus belegte er den zweiten Rang.
Von 1903 an war Karstedt Redakteur von Deutsches Wochenschach und Berliner Schachzeitung, bis zur Einstellung des Blatts 1925.

## Kompositionen
- 1894: Vierzüger, Problem Nr. 935, 1. Preis im Problemturnier der „Münchner Neuesten Nachrichten“[26]
- 1902: Dreizüger „Pardon“, Problem Nr. 561 ehrende Erwähnung im Turnier von La Stratégie[27]